# Campionati del mondo di ciclocross 2008 - Gara maschile Under-23
La tredicesima edizione della gara maschile Under-23 dei Campionati del mondo di ciclocross, si svolse il 26 gennaio 2008 con partenza ed arrivo da Treviso in Italia, su un circuito di 3,252 km da ripetere più volte. La vittoria fu appannaggio del belga Niels Albert, il quale terminò la gara in 51'11", precedendo il francese Aurélien Duval e l'italiano Cristian Cominelli.
Partenza con 62 ciclisti, dei quali 56 portarono a termine la competizione.

## Squadre partecipanti
| N. ciclisti | Cod. | Squadra         |
| ----------- | ---- | --------------- |
| 5           | BEL  | Belgio          |
| 4           | CAN  | Canada          |
| 5           | CZE  | Repubblica Ceca |
| 5           | ESP  | Spagna          |
| 5           | FRA  | Francia         |
| 2           | GBR  | Gran Bretagna   |
| 5           | GER  | Germania        |
| 8           | ITA  | Italia          |
| 2           | JPN  | Giappone        |

| N. ciclisti | Cod. | Squadra     |
| ----------- | ---- | ----------- |
| 2           | LUX  | Lussemburgo |
| 5           | NLD  | Paesi Bassi |
| 3           | POL  | Polonia     |
| 2           | ROM  | Romania     |
| 5           | SUI  | Svizzera    |
| 2           | SVK  | Slovacchia  |
| 1           | SWE  | Svezia      |
| 5           | UKR  | Ucraina     |
| 4           | USA  | Stati Uniti |

## Ordine d'arrivo (Top 10)
| Pos. | Corridore          | Squadra     | Tempo   |
| ---- | ------------------ | ----------- | ------- |
| 1    | Niels Albert       | Belgio      | 51'11"  |
| 2    | Aurélien Duval     | Francia     | a 38"   |
| 3    | Cristian Cominelli | Italia      | a 46"   |
| 4    | Jonathan Lopez     | Francia     | a 47"   |
| 5    | Clément Bourgoin   | Francia     | a 48"   |
| 6    | Lukáš Klouček      | Cechia      | a 53"   |
| 7    | Fabio Ursi         | Italia      | a 1'05" |
| 8    | Guillaume Perrot   | Francia     | a 1'31" |
| 9    | Paul Voss          | Germania    | a 1'39" |
| 10   | Ramon Sinkeldam    | Paesi Bassi | s.t.    |